# Данилов, Юрий Сергеевич
Данилов Юрий Сергеевич — российский конструктор-оружейник, доктор технических наук, создатель автоматов АСМ-ДТ и АДС.

## Биография
Родился 6 апреля 1946 г. в посёлке Иваньково Ивановской области. В 1969 г. окончил Тамбовское артиллерийское училище.
Затем поступил в Пензенское высшее артиллерийское училище и окончил его в 1977 г. После окончания учёбы был назначен на должность преподавателя в Тульское высшее артиллерийское инженерное училище (ныне ТАИИ), где сразу же занимается организацией специальной лаборатории для испытания подводного оружия; где под его руководством, в частности был проведён комплекс изысканий по переделке пистолетов МСП и С4М в оружие боевых пловцов. В 1980 г. защитил кандидатскую диссертацию, в 1997 г. — получил докторскую степень в области проектирования высокоэффективных образцов подводного стрелкового оружия. С 2001 г. на пенсии, но продолжает преподавать в ТАИИ.

## Создание автоматического оружия
Над созданием автоматического двухсредного оружия конструктор работал около 30 лет в инициативном порядке в свободное от работы время. Многие детали оружия были изготовлены самим конструктором, была также оказана помощь начальства ТАИИ и заводами г. Тулы. В результате полигонных испытаний (Ржевский полигон) АКС показал отличную кучность на воздухе (выше, чем АК-74, АК-105, М-16А1 и практически не уступая АН-94 «Абакан»), в подводном положении кучность выше АПС. Кроме того АКС имеет в два с половиной раза больший ресурс работы, чем АПС. На базе конструкторных решений конструктором был создан двухсредный автомат АДС.

## Модернизация М-16
Конструктор создал модернизированный вариант американской штурмовой винтовки М-16, способный стрелять под водой.